# Oberthulba
Oberthulba è un comune tedesco di 5 146 abitanti, situato nel land della Baviera.